# Торарінн Крістьянссон
Торарінн Бриньяр Крістьянссон (ісл. Þórarinn Brynjar Kristjánsson; нар. 30 грудня 1980], Ісландія) — ісландський футболіст, нападник. Виступав за молодіжну збірну Ісландії.

## Клубна кар'єра
Футбольну кар'єру розпочав 1996 року в «Кеплавіку». У 2001 році вперше виїхав за кордон, де став гравцем шотландського клубу «Іст Стерлінгшир». Зіграв за команду 1 поєдинок й наступного року повернувся до «Кеплавіка». На початку 2005 року повернувся до Шотландії, де підписав контракт з «Абердином». У другій половині сезону 2004/05 років провів 3 поєдинки в чемпіонаті Шотландії. У середину травня 2005 року повернувся до Ісландії, виступав за «Троттур». У середині лютого 2006 року повернувся до «Кеплавіка».
На початку квітня 2009 року підписав контракт з «Гріндавіком». У футболці нової команди дебютував 10 травня 2009 року в програному (1:3) виїзному матчі Урвалсдейлда проти «Стьярнана». Торарінн вийшов на поле на 59-й хвилині, замінивши Сільвена Сумаре. У сезоні 2009 року зіграв 18 матчів у вищому дивізіоні ісландського чемпіонату. На початку лютого 2010 року виїхав до Норвегії, де наприкінці кар'єри захищав кольори нижчолігового «Клеппа». По завершенні сезону 2012 року закінчив кар'єру футболіста.

## Кар'єра в збірній
У футболці молодіжної збірної Ісландії дебютував 9 січня 2000 року в нічийному (0:0) домашньому поєдинку кваліфікації молодіжного чемпіонату Європи проти Данії. Крістьянссон вийшов на поле в стартовому складі та відіграв увесь матч. Загалом у 2000 році провів 2 поєдинки за ісландську молодіжку.

## Титули і досягнення
- Володар Кубка Ісландії: 1997
- Володар Суперкубка Ісландії: 1998